# Quinquempoix (Oise)
Pour les articles homonymes, voir Quincampoix (homonymie) et Kinkempois.
Cet article possède un paronyme, voir Quiquampoix.
Quinquempoix est une commune française située dans le département de l'Oise en région Hauts-de-France.

## Géographie
| Ansauvillers      | Gannes                 | Brunvillers-la-Motte |
| Catillon-Fumechon | Quinquempoix           |                      |
|                   | Saint-Just-en-Chaussée | Plainval             |

### Hydrographie
La commune est traversée par la ligne de partage des eaux entre les bassins hydrographiques Artois-Picardie et Seine-Normandie. Elle n'est drainée par aucun cours d'eau.

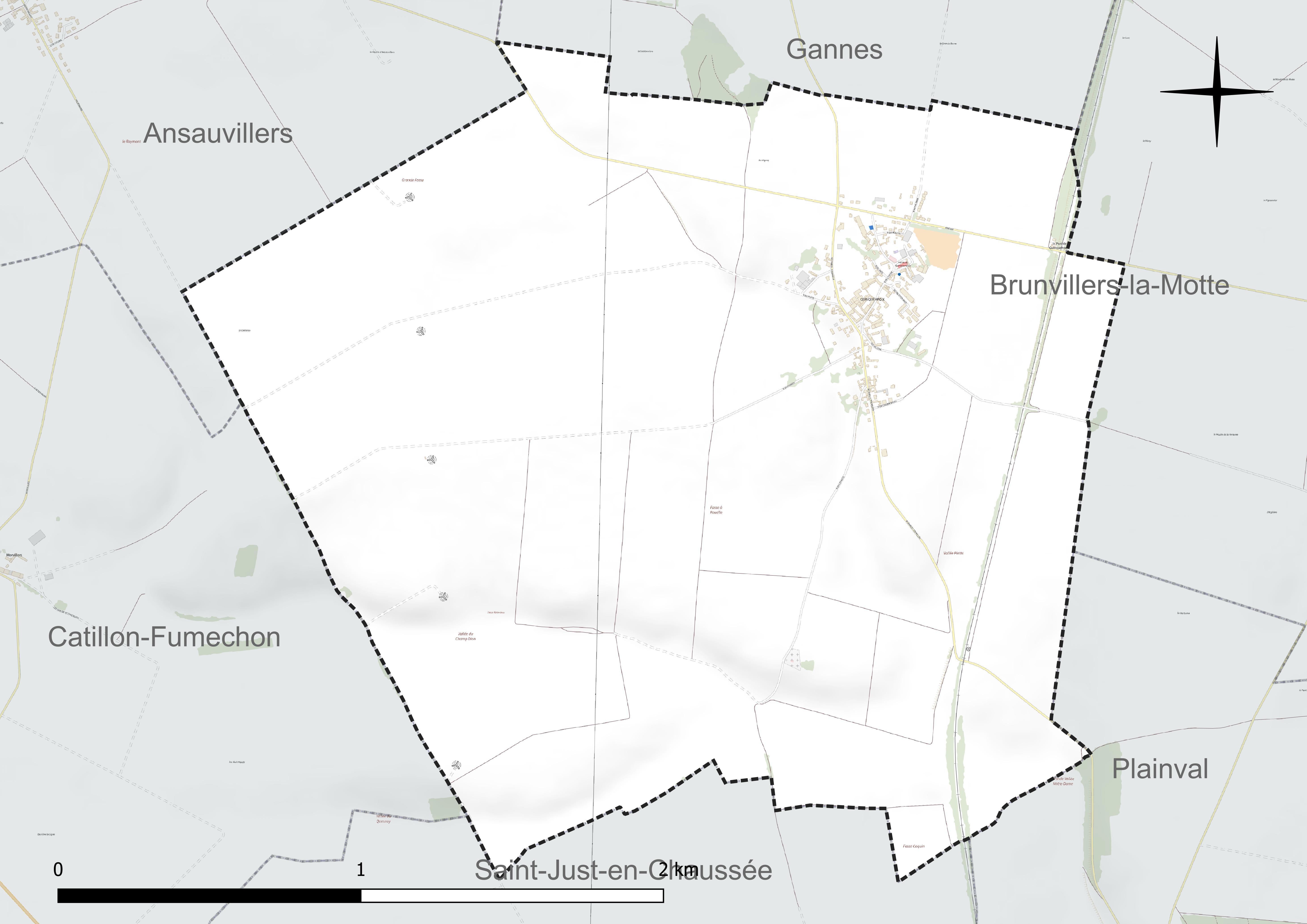
Réseau hydrographique de Quinquempoix.

### Climat
Pour des articles plus généraux, voir Climat des Hauts-de-France et Climat de l'Oise.
En 2010, le climat de la commune est de type climat océanique dégradé des plaines du Centre et du Nord, selon une étude du CNRS s'appuyant sur une série de données couvrant la période 1971-2000. En 2020, Météo-France publie une typologie des climats de la France métropolitaine dans laquelle la commune est exposée à un climat océanique et est dans la région climatique  Nord-est du bassin Parisien, caractérisée par un ensoleillement médiocre, une pluviométrie moyenne régulièrement répartie au cours de l'année et un hiver froid (3 °C). 
Pour la période 1971-2000, la température annuelle moyenne est de 10,2 °C, avec une amplitude thermique annuelle de 14,6 °C. Le cumul annuel moyen de précipitations est de 681 mm, avec 11,2 jours de précipitations en janvier et 7,9 jours en juillet. Pour la période 1991-2020, la température moyenne annuelle observée sur la station météorologique la plus proche, située sur la commune de Godenvillers à 10 km à vol d'oiseau, est de 11,1 °C et le cumul annuel moyen de précipitations est de 701,9 mm,. Pour l'avenir, les paramètres climatiques de la commune estimés pour 2050 selon différents scénarios d'émission de gaz à effet de serre sont consultables sur un site dédié publié par Météo-France en novembre 2022.

## Urbanisme

### Typologie
Au 1er janvier 2024, Quinquempoix est catégorisée commune rurale à habitat dispersé, selon la nouvelle grille communale de densité à sept niveaux définie par l'Insee en 2022.
Elle est située hors unité urbaine et hors attraction des villes,.

### Occupation des sols
L'occupation des sols de la commune, telle qu'elle ressort de la base de données européenne d'occupation biophysique des sols Corine Land Cover (CLC), est marquée par l'importance des territoires agricoles (93,2 % en 2018), une proportion identique à celle de 1990 (93,2 %). La répartition détaillée en 2018 est la suivante : 
terres arables (93,2 %), zones urbanisées (6,8 %). L'évolution de l'occupation des sols de la commune et de ses infrastructures peut être observée sur les différentes représentations cartographiques du territoire : la carte de Cassini (XVIIIe siècle), la carte d'état-major (1820-1866) et les cartes ou photos aériennes de l'IGN pour la période actuelle (1950 à aujourd'hui).

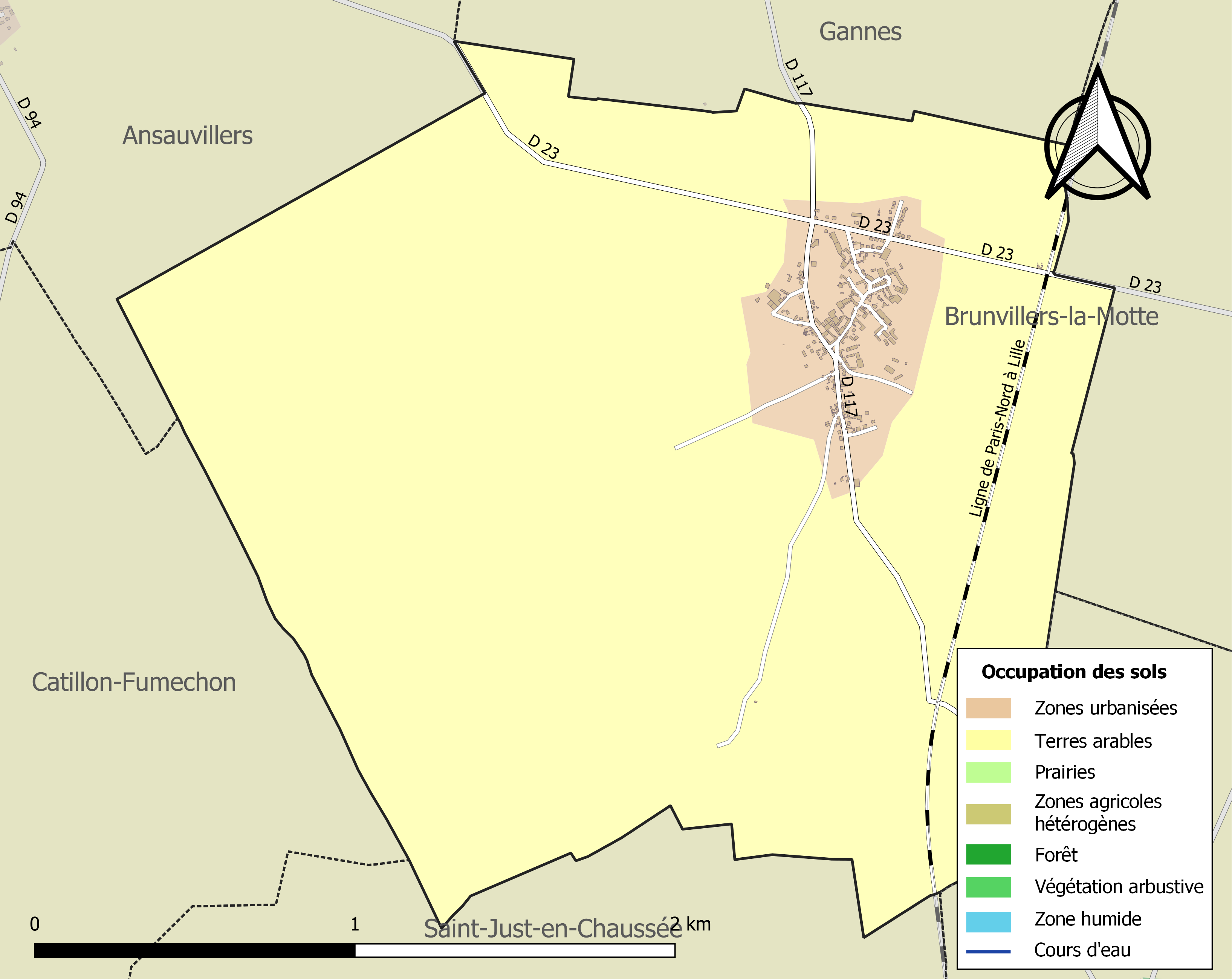
Carte des infrastructures et de l'occupation des sols de la commune en 2018 (CLC).

### Voies de communication et transports
La commune est desservie, en 2023, par les lignes 6308 et 6324 du réseau interurbain de l'Oise.

## Toponymie
Voir Quincampoix (étymologie).

## Politique et administration
| Période                                  | Période | Identité            | Étiquette | Qualité                                         |
| ---------------------------------------- | ------- | ------------------- | --------- | ----------------------------------------------- |
| Les données manquantes sont à compléter. |         |                     |           |                                                 |
| 1822                                     | 1834    | Nicolas Martin      |           |                                                 |
| 1834                                     | 1840    | M. Capronnier       |           |                                                 |
| 1840                                     | 1849    | Basile Capronnier   |           |                                                 |
| 1849                                     | 1852    | M. Martin           |           |                                                 |
| 1852                                     | 1854    | M. Recullez         |           |                                                 |
| 1854                                     | 1855    | M. Robillard        |           |                                                 |
| 1855                                     | 1865    | M. Martin           |           |                                                 |
| 1865                                     | 1870    | Joseph Duvoir       |           |                                                 |
| 1870                                     | 1878    | M. Duvoir           |           |                                                 |
| 1878                                     | 1884    | Alphonse Pellieux   |           |                                                 |
| 1884                                     | 1884    | M. Recullez         |           |                                                 |
| 1884                                     | 1885    | Cosme Martin        |           |                                                 |
| 1885                                     | 1885    | M. Duvoir           |           |                                                 |
| 1885                                     | 1886    | M. Recullez         |           |                                                 |
| 1886                                     | 1888    | Louis Pellieux      |           |                                                 |
| 1888                                     | 1896    | Come Martin         |           |                                                 |
| 1896                                     | 1900    | Charles Tourillon   |           |                                                 |
| 1900                                     | 1912    | Théodule Capronnier |           |                                                 |
| 1912                                     | 1944    | Charles Tourillon   |           |                                                 |
| 1944                                     | 1965    | Pierre Budin        |           |                                                 |
| 1965                                     | 1977    | Edmond Capronnier   |           |                                                 |
| 1977                                     | 1983    | Denis Lecoz         |           |                                                 |
| 1983                                     | 1995    | Thérèse Gheeraert   |           |                                                 |
| 1995                                     | 2020    | Alain Baudin        | DVD       | Artisan retraité Réélu pour le mandat 2014-2020 |

## Population et société

### Démographie

#### Évolution démographique
L'évolution du nombre d'habitants est connue à travers les recensements de la population effectués dans la commune depuis 1793. Pour les communes de moins de 10 000 habitants, une enquête de recensement portant sur toute la population est réalisée tous les cinq ans, les populations de référence des années intermédiaires étant quant à elles estimées par interpolation ou extrapolation. Pour la commune, le premier recensement exhaustif entrant dans le cadre du nouveau dispositif a été réalisé en 2007.

En 2022, la commune comptait 317 habitants, en évolution de −1,25 % par rapport à 2016 (Oise : +0,87 %, France hors Mayotte : +2,11 %).
| 1793 | 1800 | 1806 | 1821 | 1831 | 1836 | 1841 | 1846 | 1851 |
| ---- | ---- | ---- | ---- | ---- | ---- | ---- | ---- | ---- |
| 341  | 347  | 355  | 405  | 395  | 359  | 340  | 375  | 360  |

| 1856 | 1861 | 1866 | 1872 | 1876 | 1881 | 1886 | 1891 | 1896 |
| ---- | ---- | ---- | ---- | ---- | ---- | ---- | ---- | ---- |
| 310  | 311  | 301  | 295  | 283  | 275  | 264  | 250  | 261  |

| 1901 | 1906 | 1911 | 1921 | 1926 | 1931 | 1936 | 1946 | 1954 |
| ---- | ---- | ---- | ---- | ---- | ---- | ---- | ---- | ---- |
| 244  | 227  | 219  | 225  | 209  | 205  | 196  | 197  | 213  |

| 1962 | 1968 | 1975 | 1982 | 1990 | 1999 | 2006 | 2007 | 2012 |
| ---- | ---- | ---- | ---- | ---- | ---- | ---- | ---- | ---- |
| 210  | 225  | 202  | 225  | 239  | 259  | 322  | 330  | 327  |

| 2017 | 2022 | - | - | - | - | - | - | - |
| ---- | ---- | - | - | - | - | - | - | - |
| 322  | 317  | - | - | - | - | - | - | - |

#### Pyramide des âges
La population de la commune est relativement jeune.
En 2018, le taux de personnes d'un âge inférieur à 30 ans s'élève à 37,0 %, soit en dessous de la moyenne départementale (37,3 %). À l'inverse, le taux de personnes d'âge supérieur à 60 ans est de 15,8 % la même année, alors qu'il est de 22,8 % au niveau départemental.
En 2018, la commune comptait 184 hommes pour 136 femmes, soit un taux de 57,5 % d'hommes, largement supérieur au taux départemental (48,89 %).
Les pyramides des âges de la commune et du département s'établissent comme suit.
| Hommes | Classe d’âge | Femmes |
| ------ | ------------ | ------ |
| 0,0    | 90 ou +      | 0,0    |
| 2,2    | 75-89 ans    | 3,7    |
| 11,6   | 60-74 ans    | 15,0   |
| 24,5   | 45-59 ans    | 25,8   |
| 25,0   | 30-44 ans    | 18,0   |
| 21,6   | 15-29 ans    | 23,3   |
| 15,1   | 0-14 ans     | 14,2   |

| Hommes | Classe d’âge | Femmes |
| ------ | ------------ | ------ |
| 0,5    | 90 ou +      | 1,4    |
| 5,5    | 75-89 ans    | 7,6    |
| 15,6   | 60-74 ans    | 16,3   |
| 20,8   | 45-59 ans    | 20     |
| 19,4   | 30-44 ans    | 19,4   |
| 17,6   | 15-29 ans    | 16,2   |
| 20,6   | 0-14 ans     | 19,1   |

## Culture locale et patrimoine

### Lieux et monuments
- Église Notre-Dame-et-Saint-Samson : l'un des collatéraux date de 1592. Les voûtes sont à nervures croisées, le portail est décoré de feuillages. Les fonts baptismaux (XVIe siècle) sont classés monument historique[23].
- Chapelle du cimetière.

. Le château d'eau. Après 30 ans d'inactivité, il est démoli en mars 2019.

### Galerie

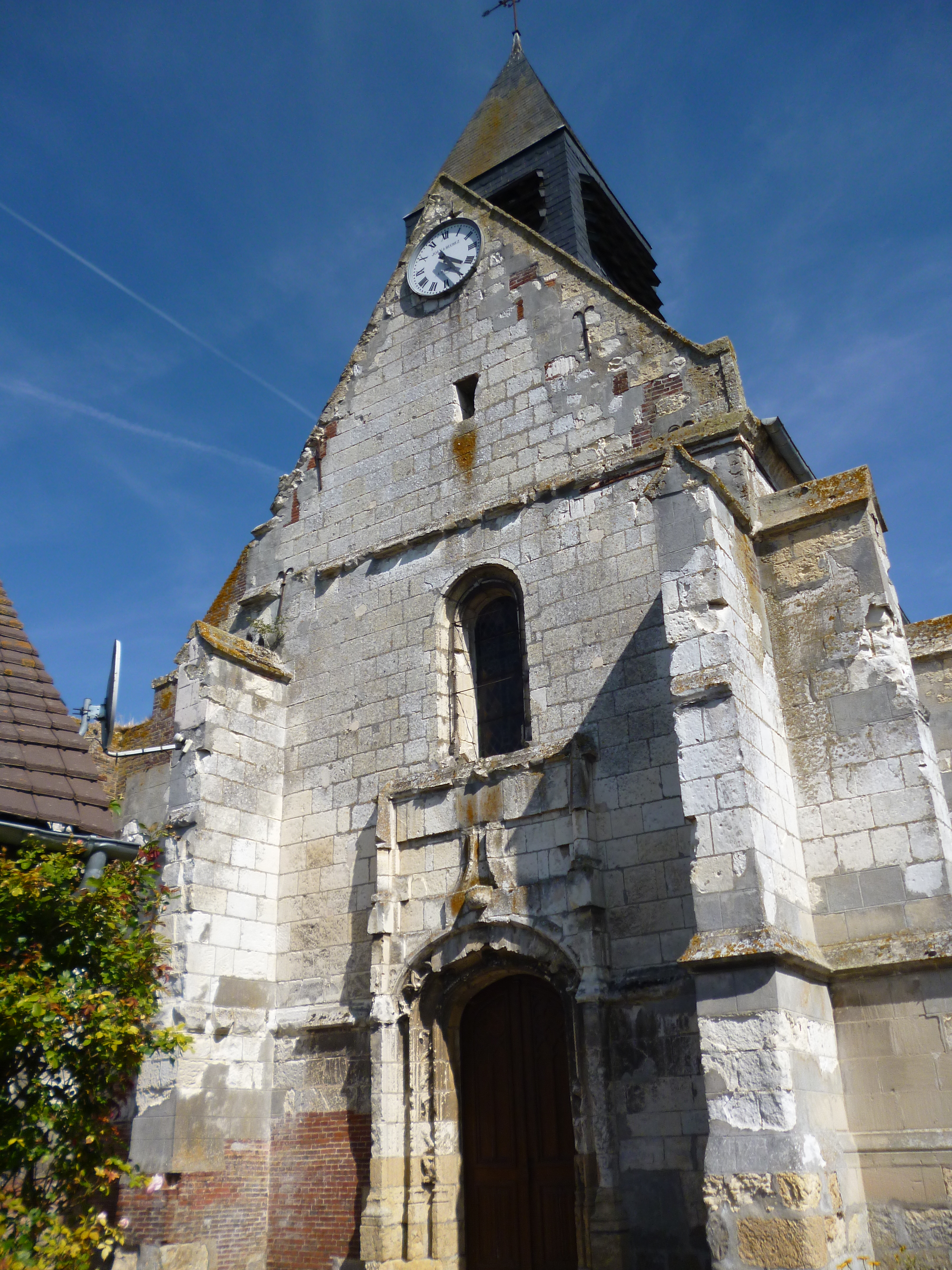
L'église Notre-Dame-et-Saint-Samson.
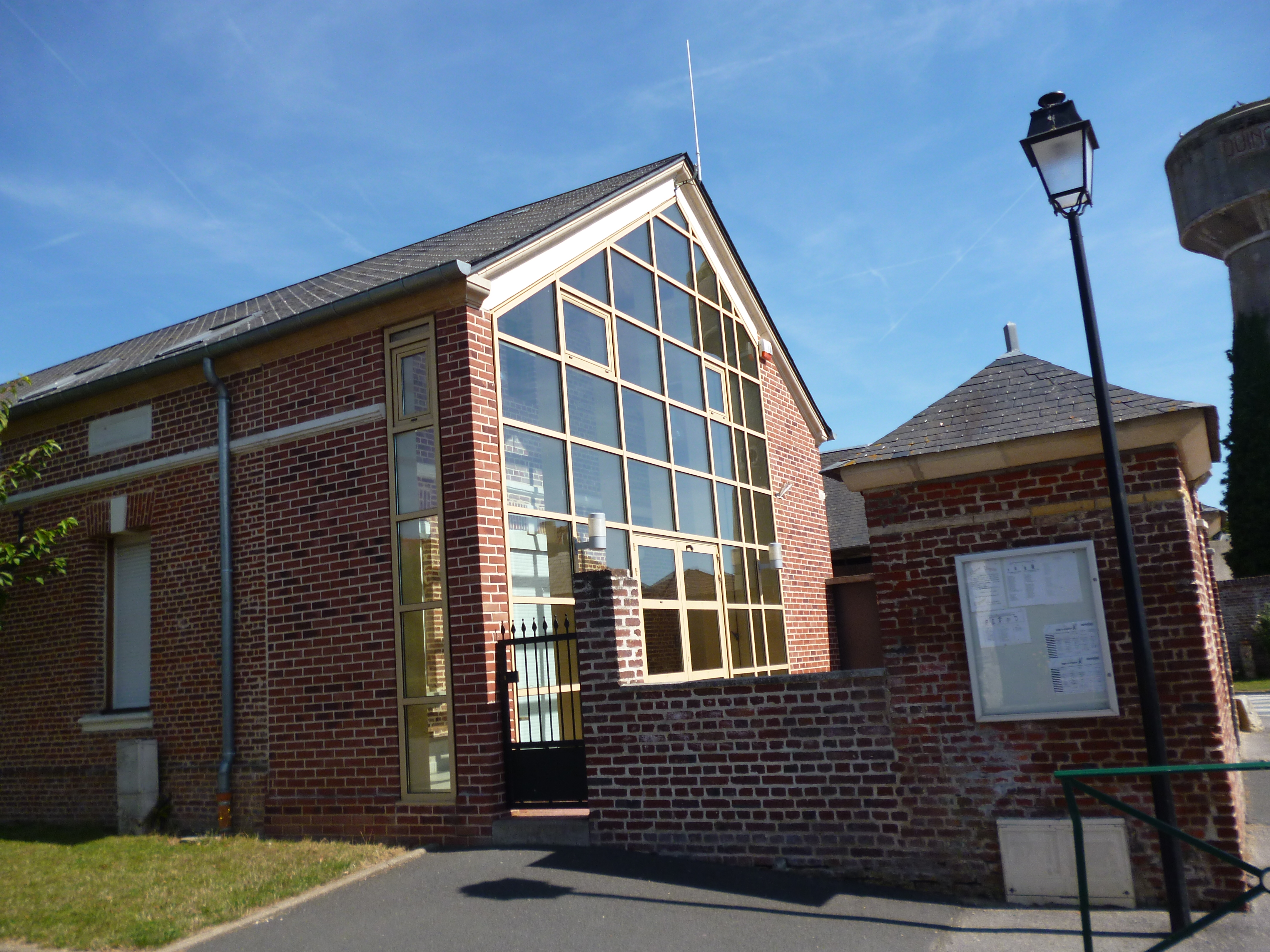
La mairie.
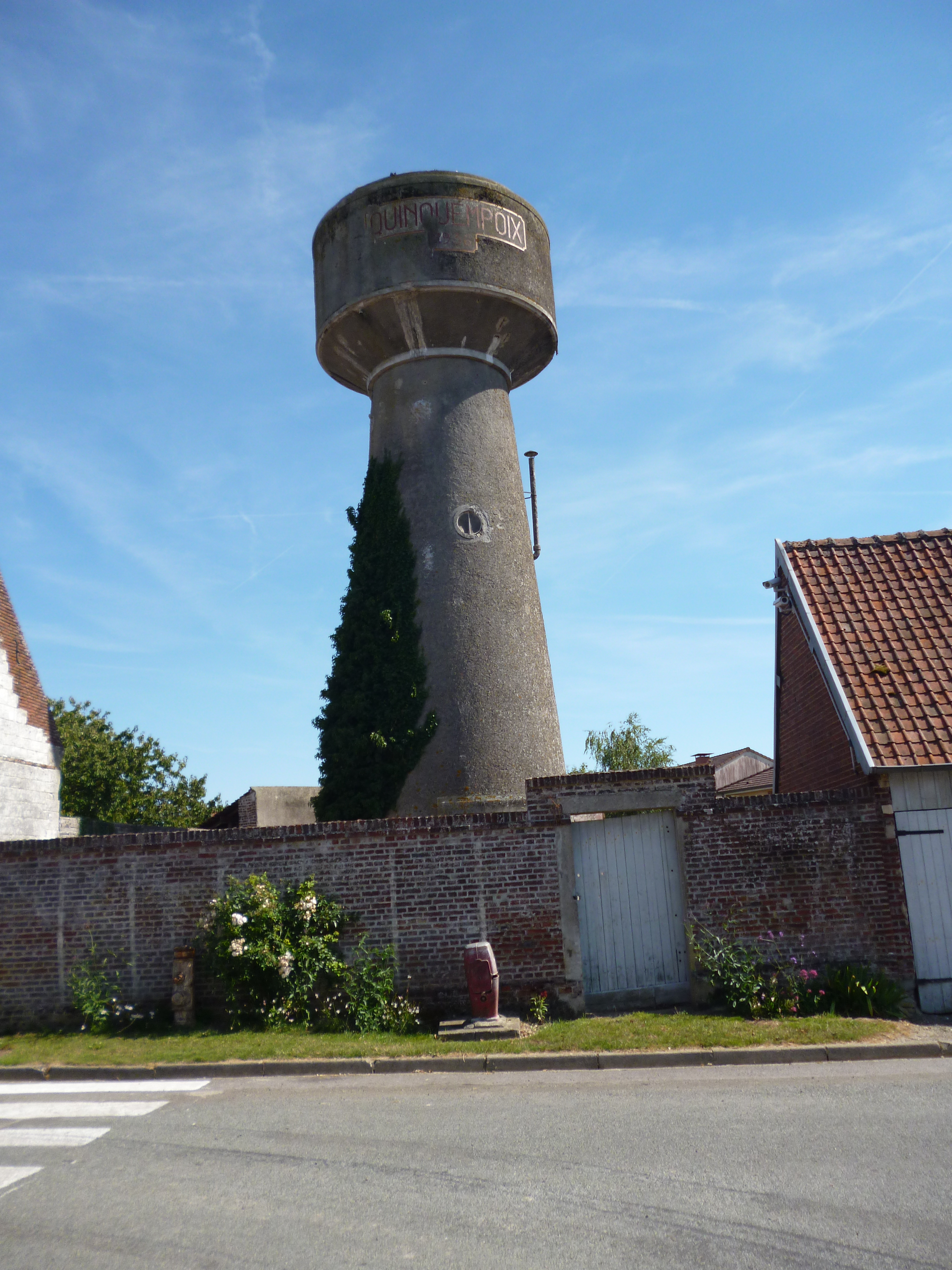
Le château d'eau.
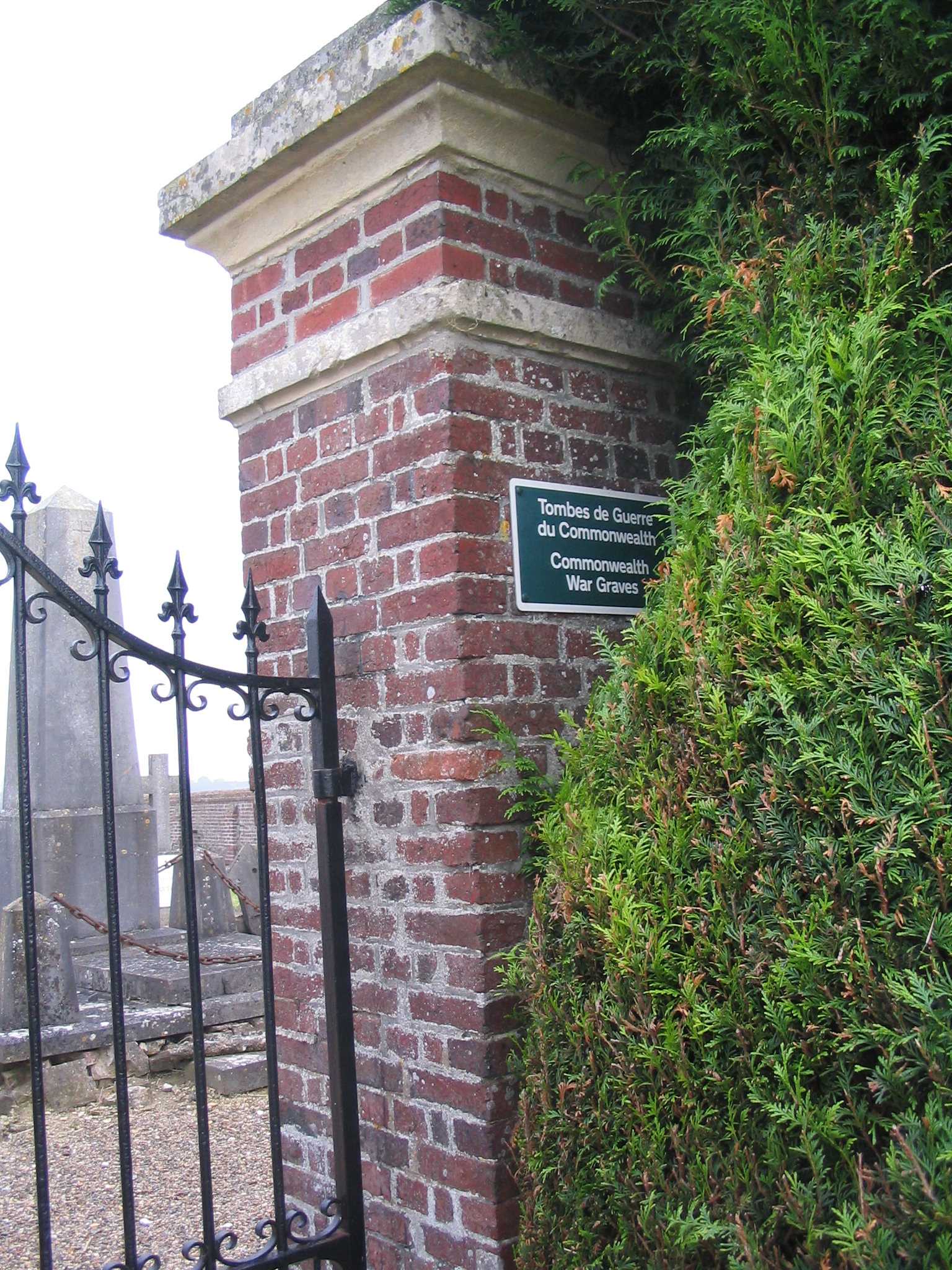
Le cimetière de Quinquempoix.
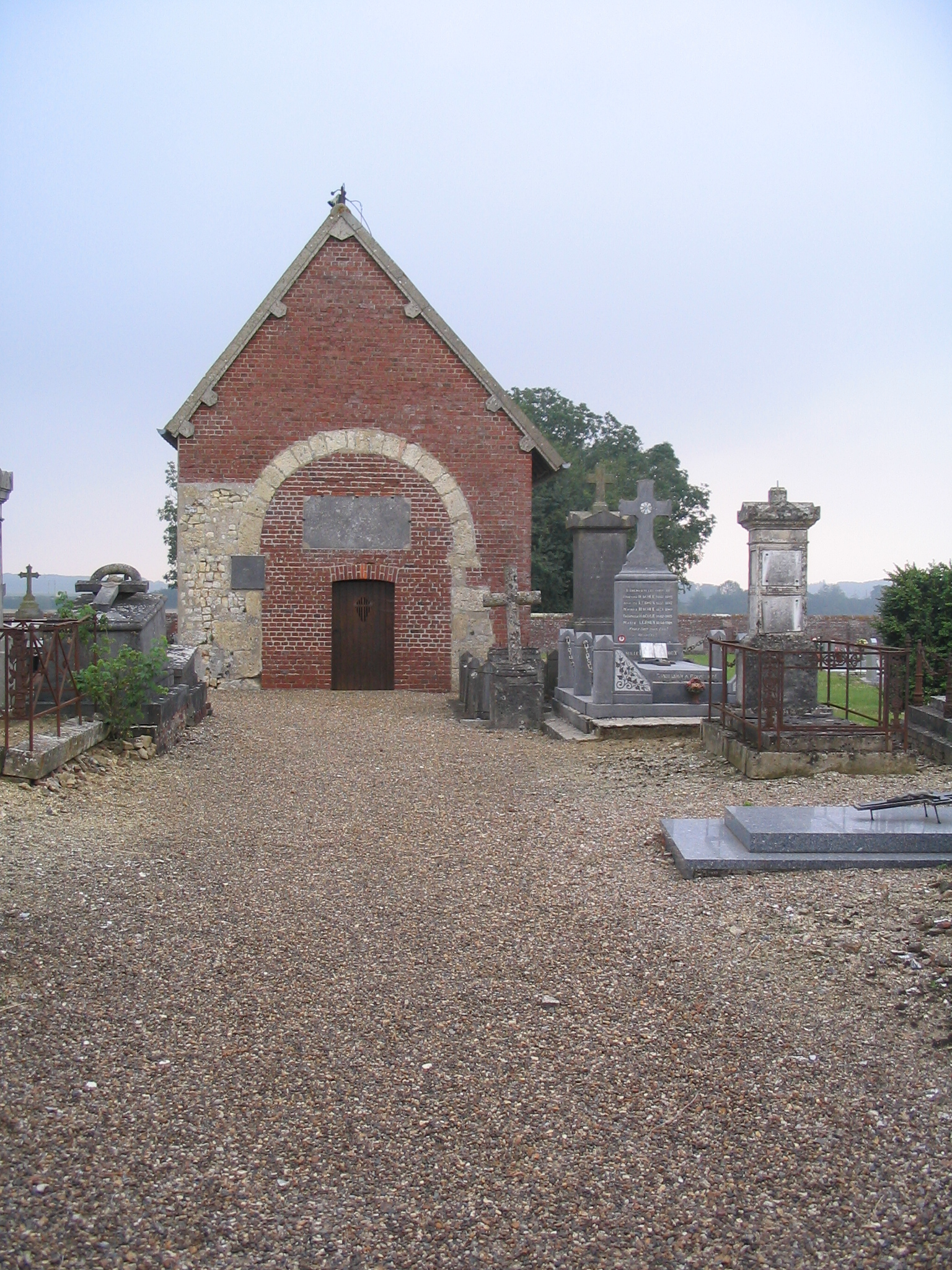
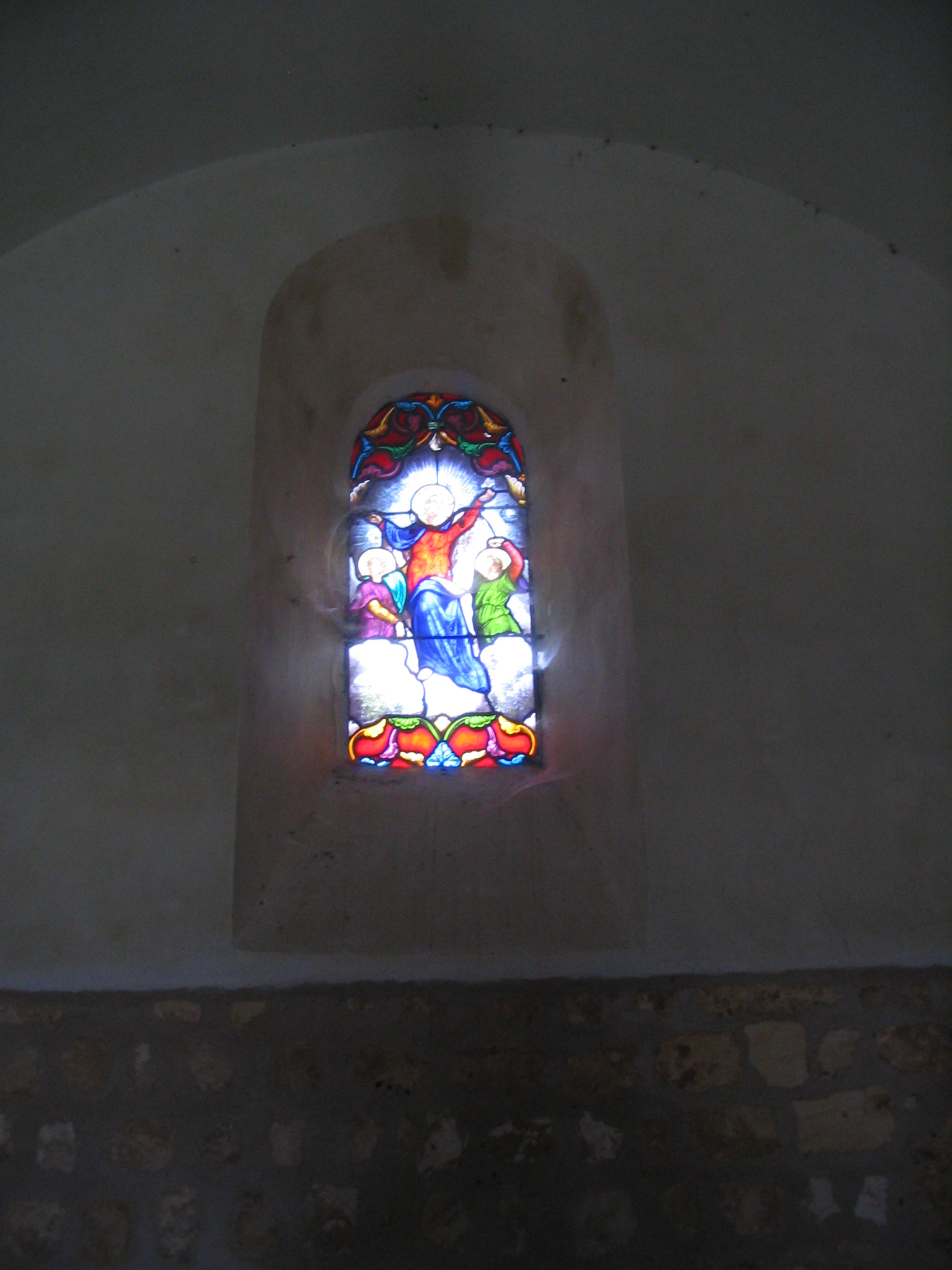
La chapelle du cimetière de Quinquempoix.
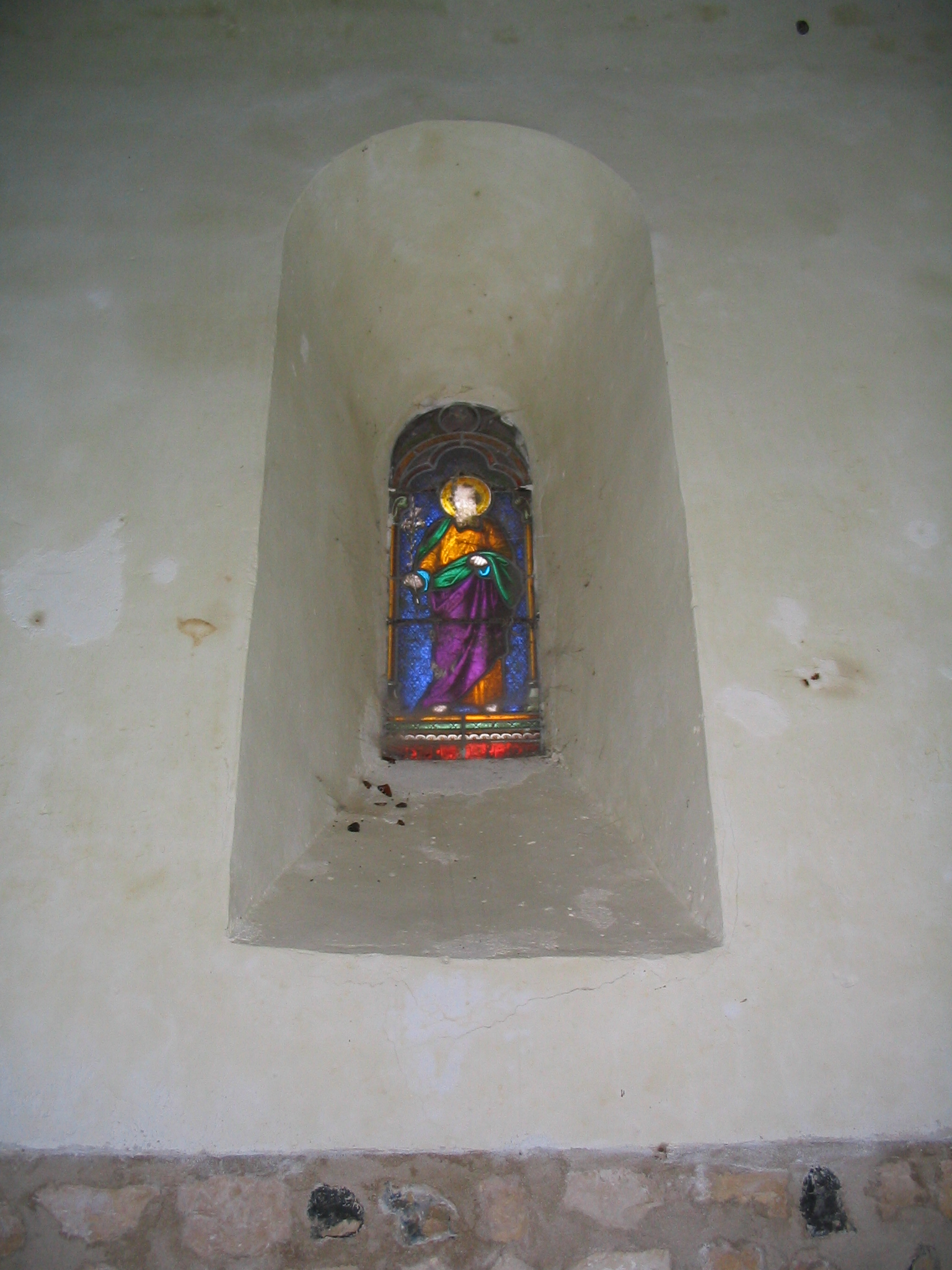
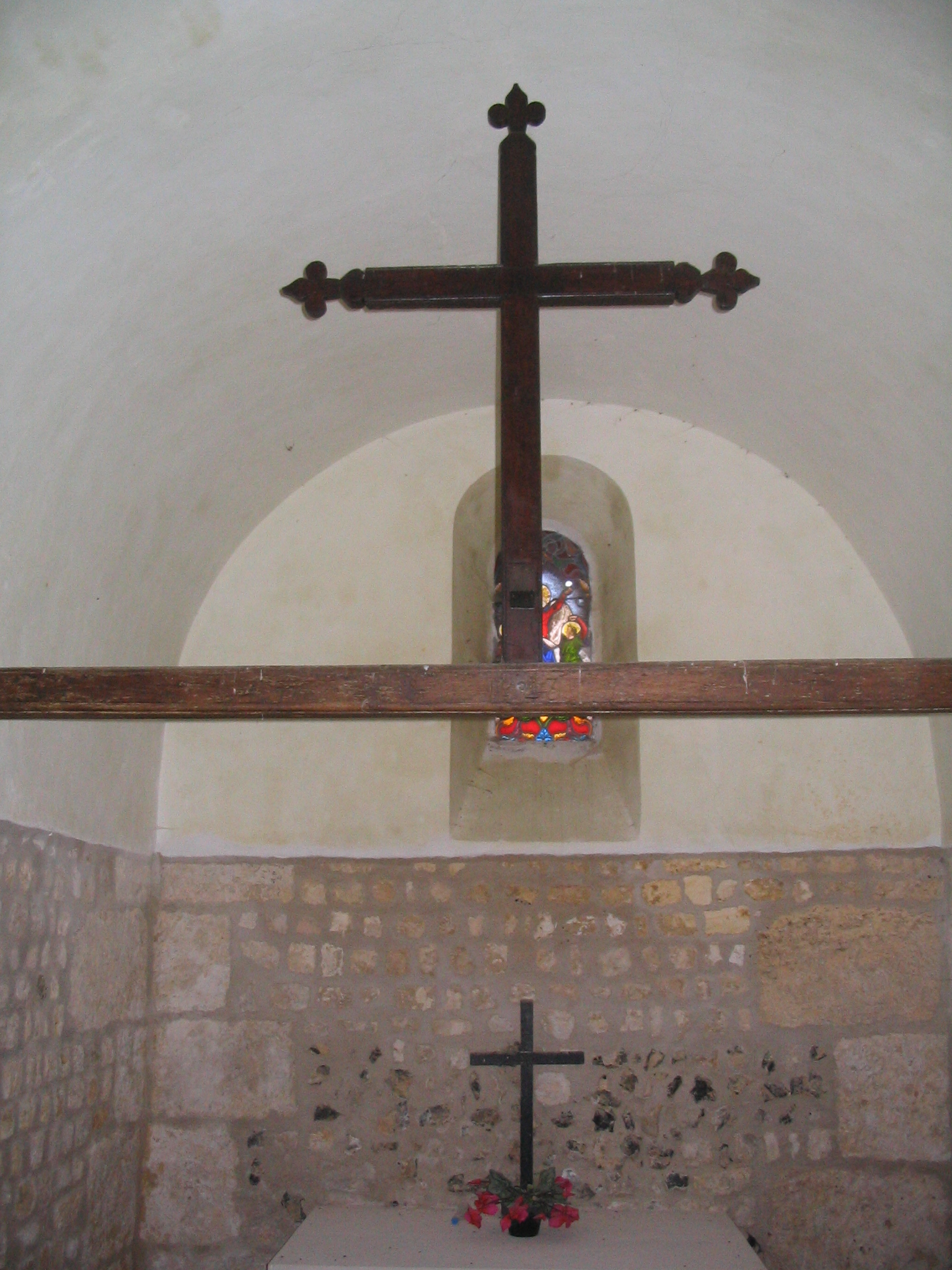
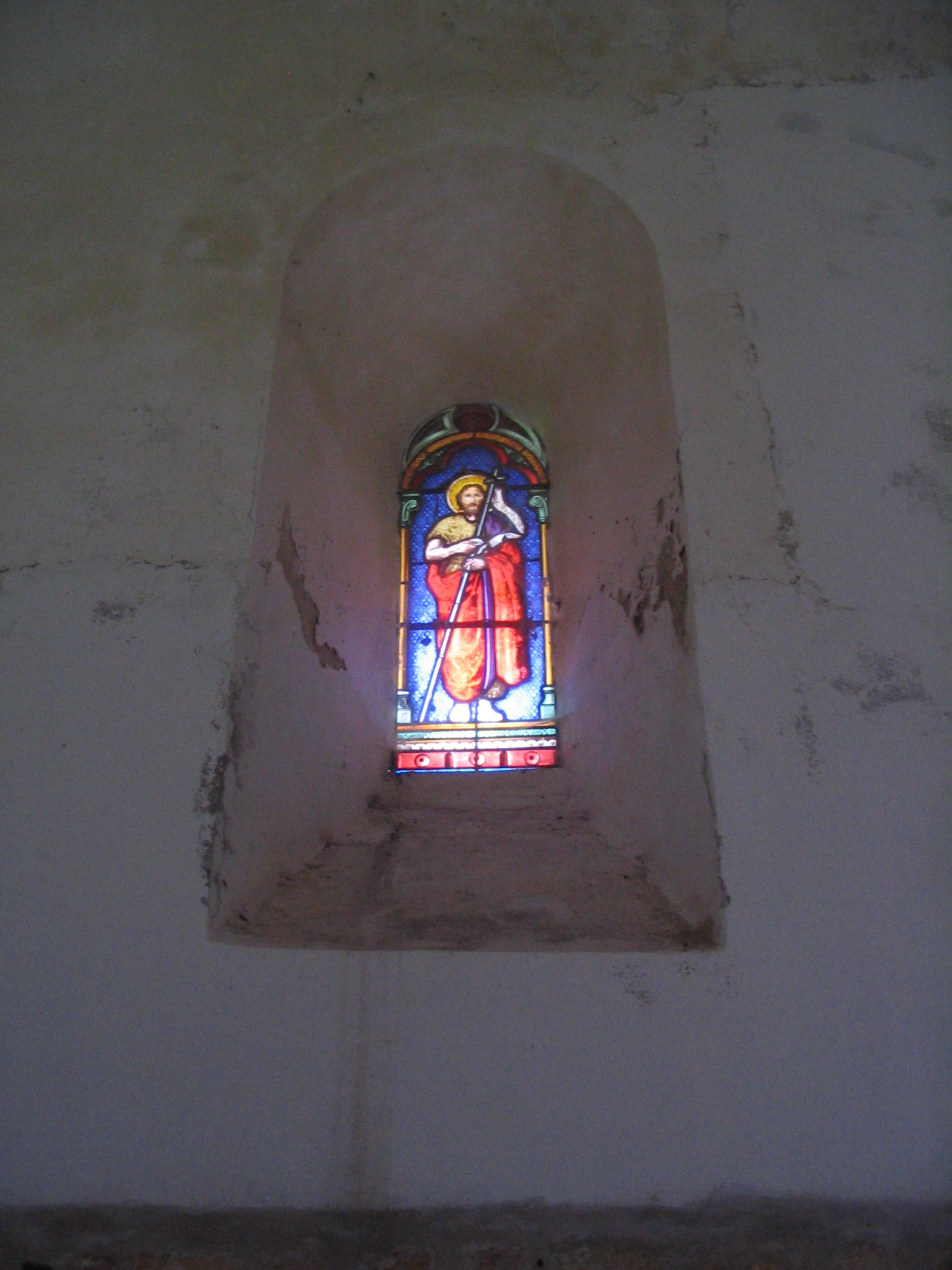
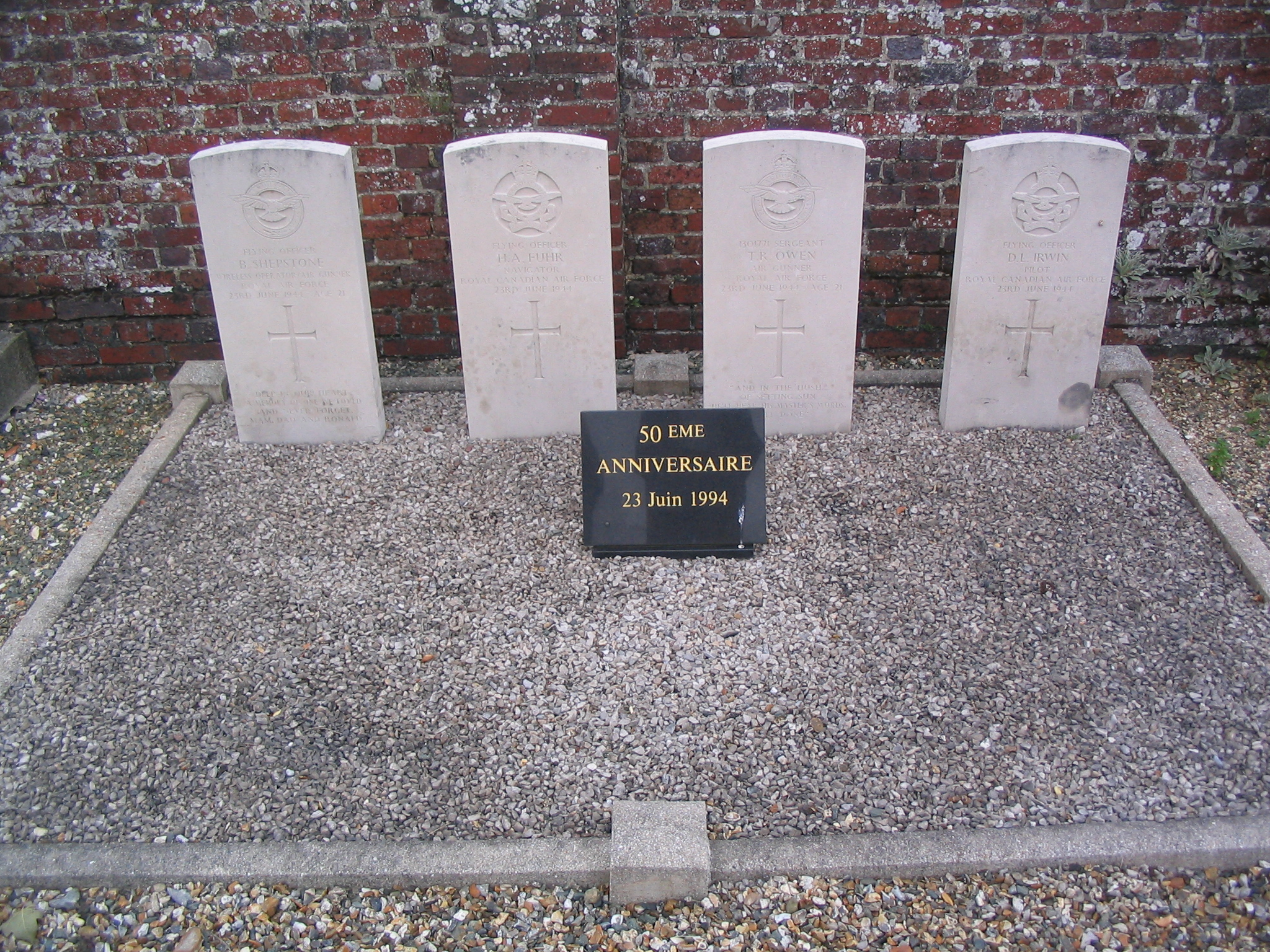
Tombes de soldats du Commonwealth dans le cimetière de Quinquempoix.
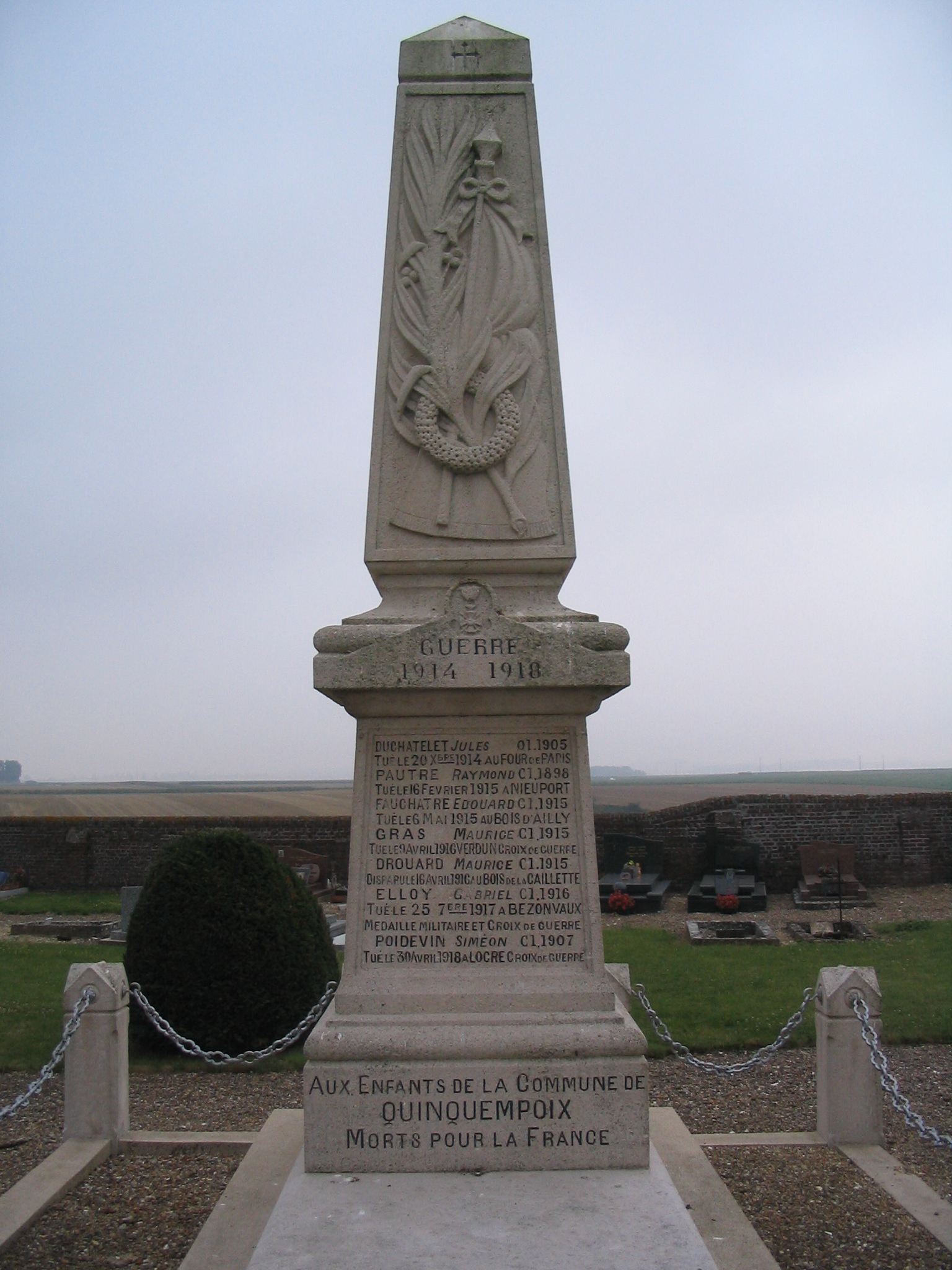
Le monument aux morts dans le cimetière de Quinquempoix.
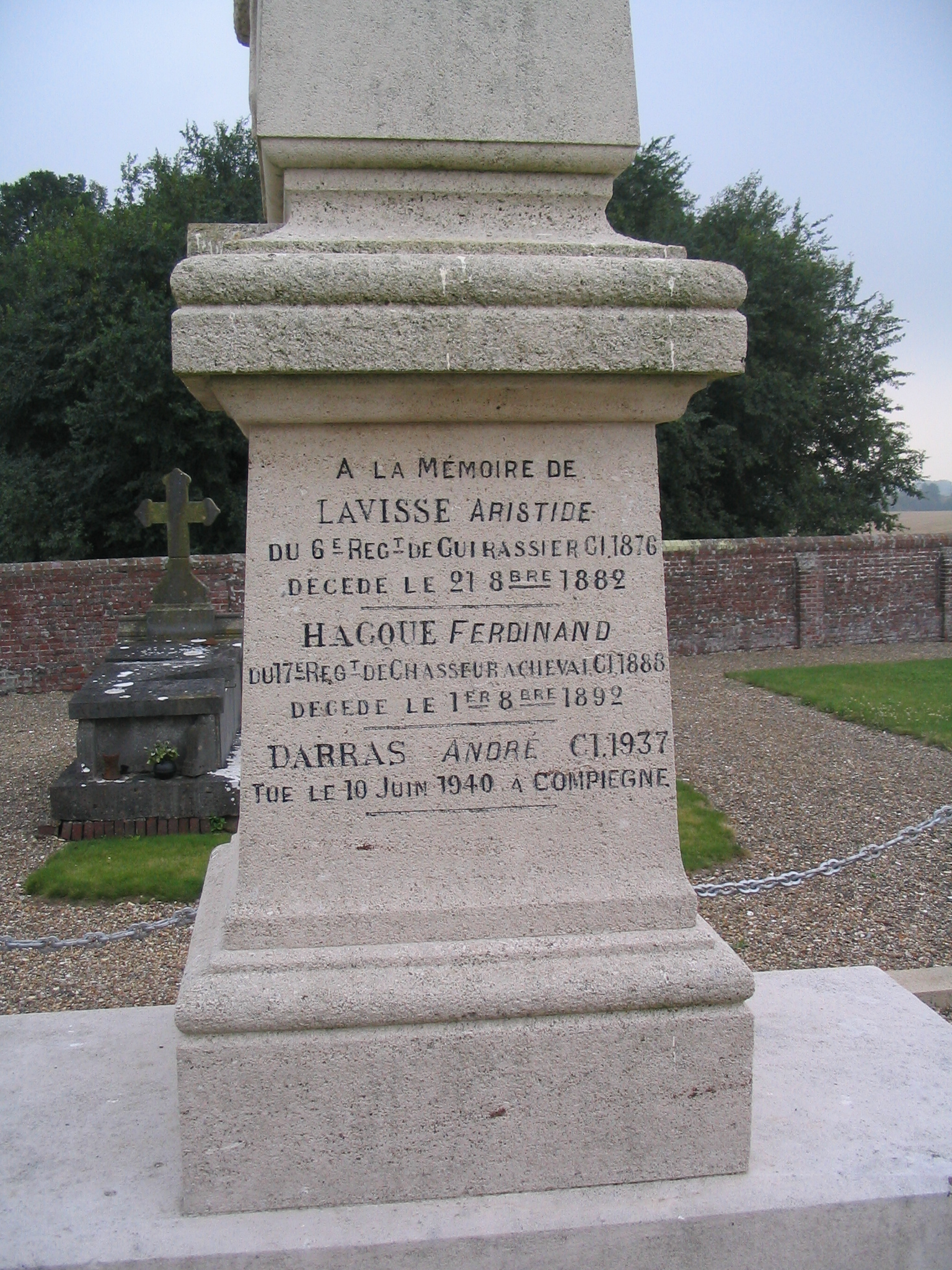
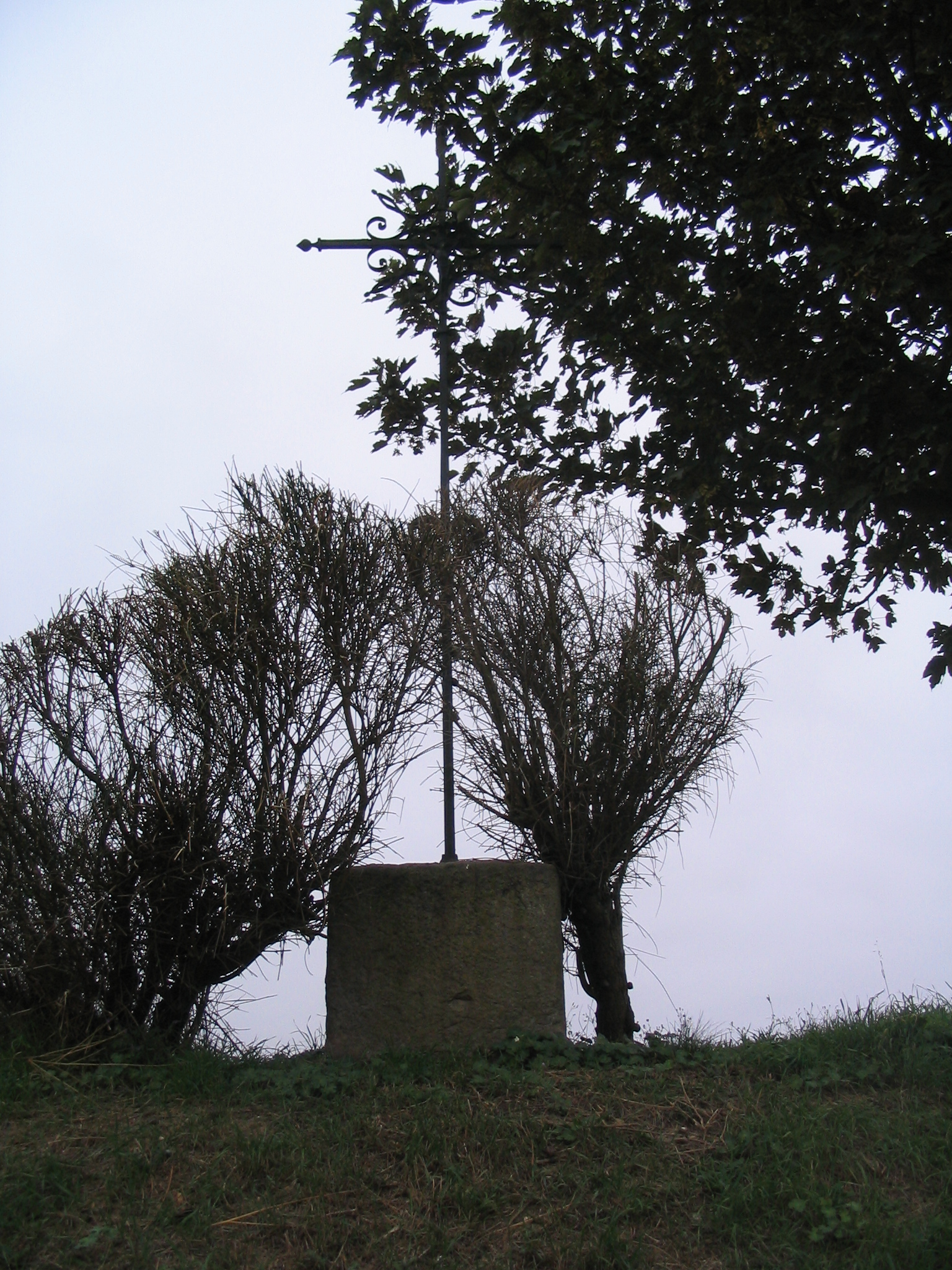
Un des calvaires de la commune.
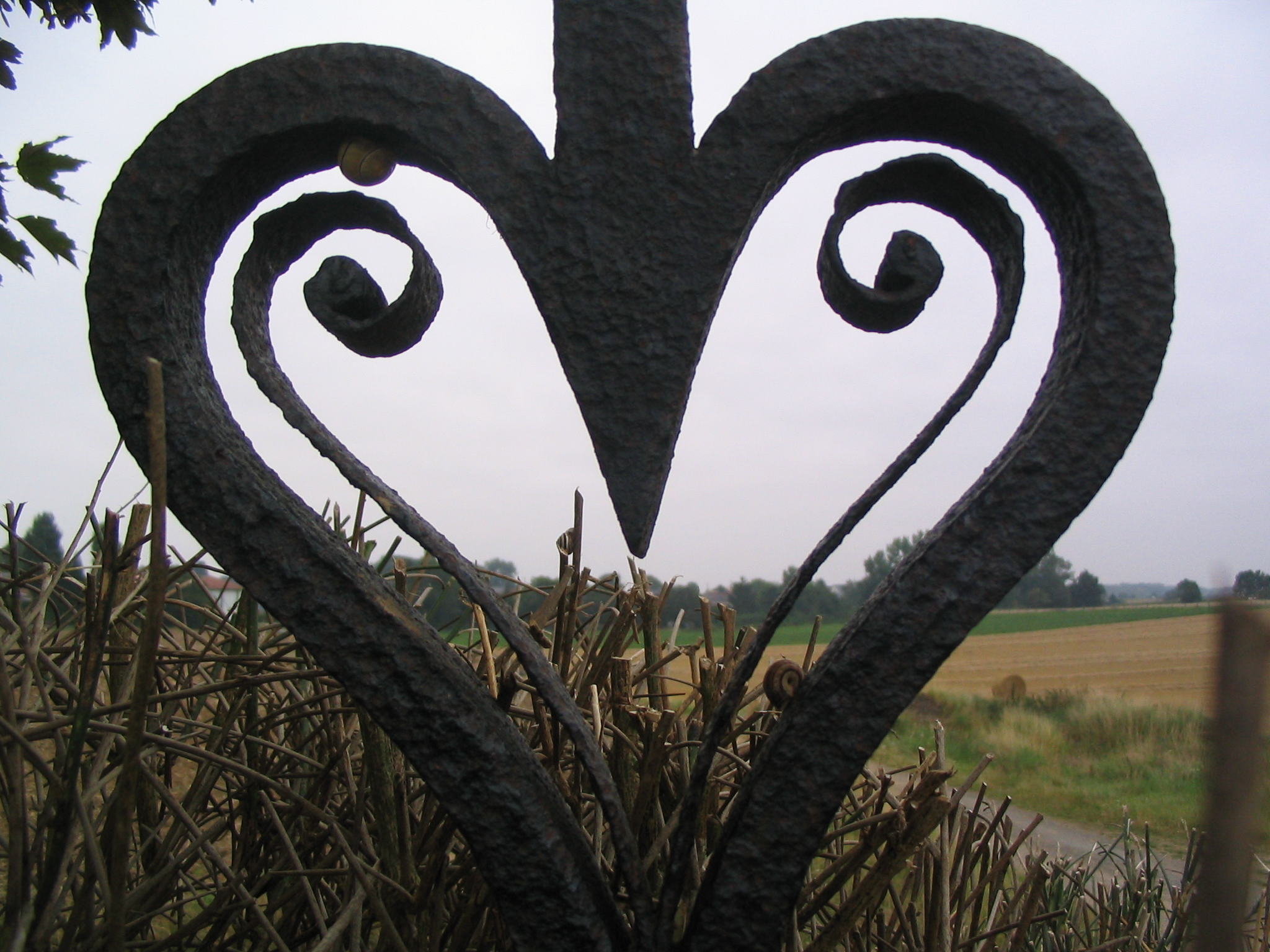
Détail de ce calvaire.
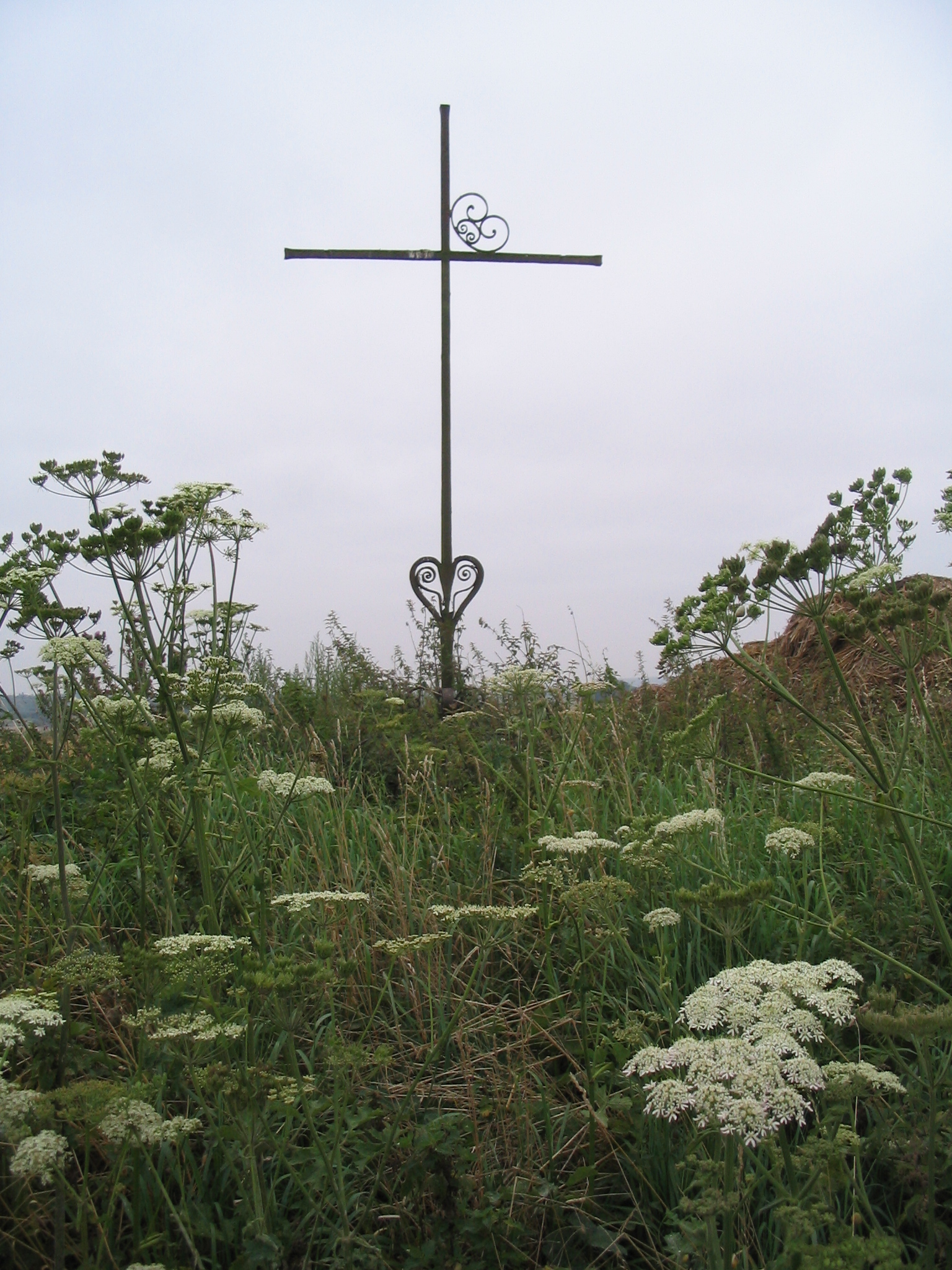
Autre calvaire.
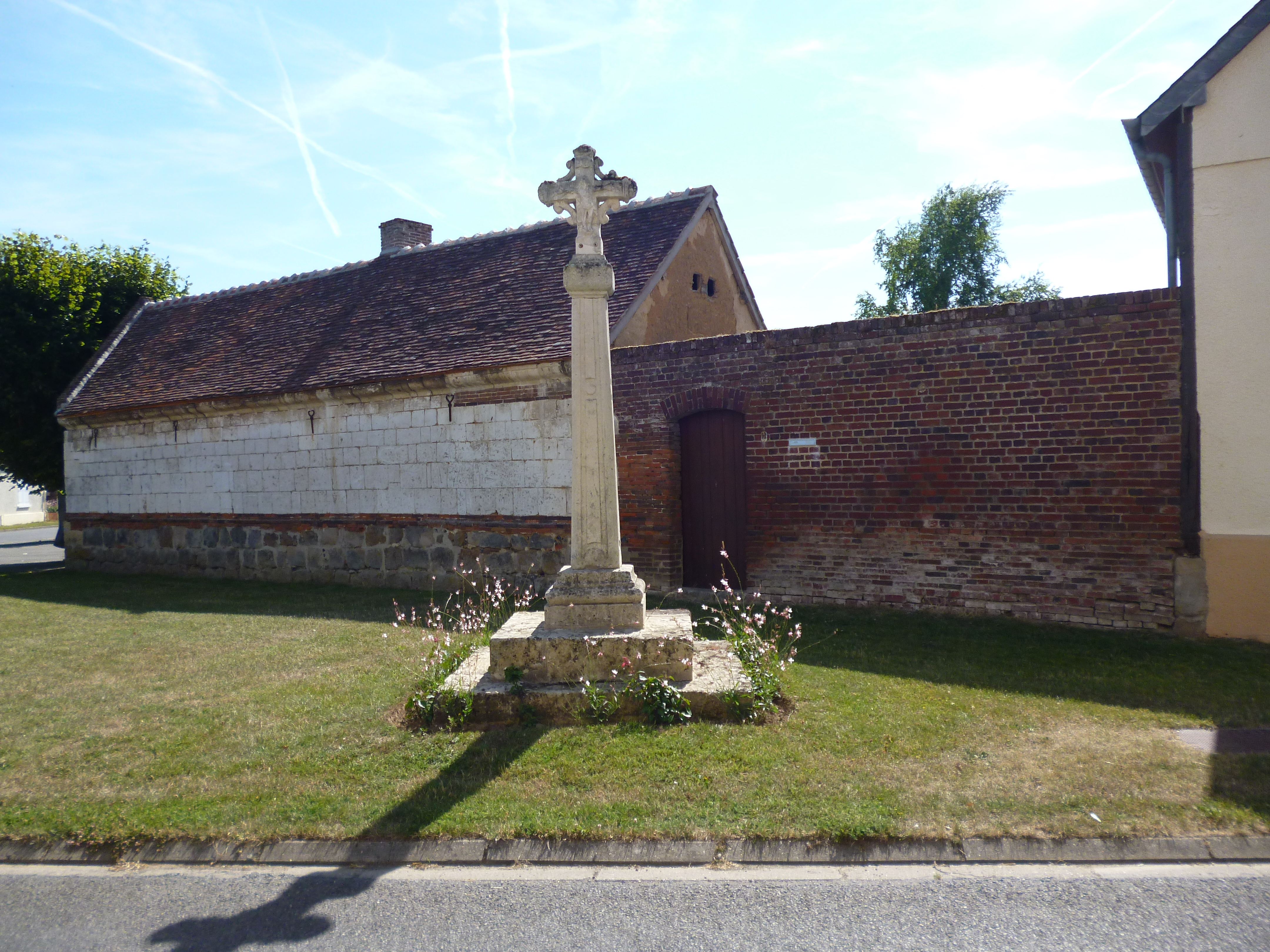
Calvaire à proximité de l'église.
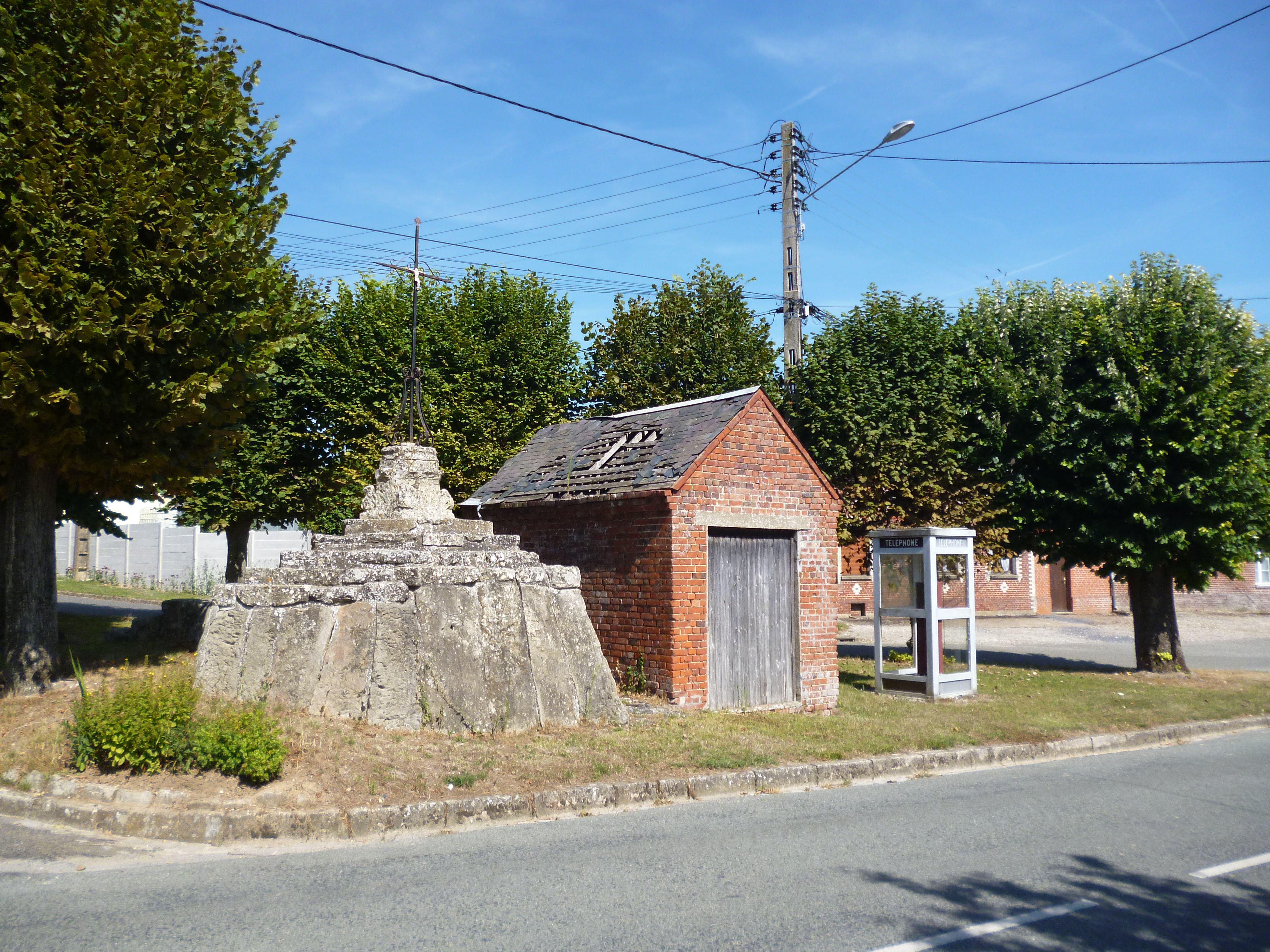
Calvaire situé dans le centre du bourg.